# گراوینگن
گراوینگن (به آلمانی: Grauingen) یک منطقهٔ مسکونی در آلمان است که در Calvörde واقع شده‌است. گراوینگن  ۱۵۷ نفر جمعیت دارد.